# Rhyacia pyrophila
Rhyacia pyrophila là một loài bướm đêm trong họ Noctuidae.